# Południe (Radom)
Południe – osiedle Radomia, położone w południowej części miasta. Składa się z dwóch jednostek rozgraniczonych korytem Strumienia Godowskiego, wzdłuż którego powstał Park Południe.
Część północna formalnie nosi nazwę Osiedla im. Jana Kochanowskiego, a nazwy ulic są związane z poetą (np. ul. Posłów Greckich, ul. Czarnoleska, ul. Urszuli, czy ul. Sycyńska). Główną arterią jest ulica Czarnoleska. Jednostka północna popularnie nazywana jest "dołkiem", Południem I, a według oznaczenia Spółdzielni Mieszkaniowej "Południe" - jednostka "G". Znajduje się tu: 
- Publiczne Gimnazjum nr 3 (zlikwidowane),
- Publiczna Szkoła Podstawowa nr 17 im. Przyjaciół Dzieci,
- Przedszkole Publiczne Nr 5 im. Tadeusza Kościuszki,
- Przedszkole Publiczne Nr 23,
- przychodnia NZOZ "Południe",
- Urząd Pocztowy nr 18,
- 27 bloków Spółdzielni Mieszkaniowej "Południe" im. Jana Kochanowskiego,
- 9 bloków Międzyzakładowej Spółdzielni Mieszkaniowej.

Część południowa formalnie nosi nazwę Osiedla im. O. Kolberga, ale nazwy ulic ponownie powiązane są z Kochanowskim (np. ul. Padewska, ul. Pieśni, ul. Sobótki, ul. Trojańska). Głównymi arteriami są ul. Wierzbicka oraz ul. Sycyńska. Jednostka południowa popularnie nazywana jest "górką", Południem II, a według oznaczenia Spółdzielni Mieszkaniowej "Południe" - jednostka "A". Znajduje się tu: 
- Publiczna Szkoła Podstawowa nr 21 im.ks. Jana Twardowskiego,
- filia Urzędu Pocztowego nr 18,
- 56 bloków Spółdzielni Mieszkaniowej "Południe" im. Jana Kochanowskiego,
- 4 bloki należące do Spółdzielni Mieszkaniowej Inżynieria,
- 2 bloki należące do RTBS Administrator.

Jednostkę "G" oraz "A" łączą dwie ulice - ul. Wierzbicka na zachodzie oraz ul. Sycyńska po wschodniej stronie. Na obrzeżu osiedla po południowej stronie zlokalizowana jest pętla autobusowa dla linii nr 1, 7, 12, 14 i 25. W latach 2014–2017 przy ul. Warsztatowej firma Rosa Invest wybuduje cztery nowe bloki - całość pod nazwą "Osiedle 4 pory roku". W 2015 została ukończona i otwarta dla ruchu Południowa Obwodnica Radomia biegnąca na wschodzie i południu osiedla, która znacząco polepszyła skomunikowanie osiedla z resztą miasta oraz z Drogą krajową nr 7.
Od kilku lat postulowane jest wykorzystanie miejskiego odcinka torów kolejowych do uruchomienia połączenia szynobusowego z os. Południe poprzez Dworzec PKP do os. Gołębiów I.